# Isais leipoxaides
Isais leipoxaides är en fjärilsart som beskrevs av Erich Martin Hering 1937. Isais leipoxaides ingår i släktet Isais och familjen ädelspinnare. Inga underarter finns listade i Catalogue of Life.